# Erweckungslied
Das Erweckungslied (auch: Evangeliumslied, Heilslied, vereinzelt Glaubenslied, im Englischen: Gospel Song, Gospel Hymn) ist eine Gattung des geistlichen Lieds aus der US-amerikanischen Kirchenmusik, vor allem aus dem 19. Jahrhundert.
Neben Fanny Crosby zählen Philip P. Bliss und Ira D. Sankey zu den wichtigen Vertretern des Erweckungsliedes. Letzterer gab im Zusammenhang mit einer Evangelisationskampagne mit Dwight Moody, dessen Kantor und Komponist er war, mehrere Bände von Gospel Hymns heraus, Liederhefte der Erweckungsbewegung. Die Lieder darin waren bekannte kirchliche Hymnen, Camp Meeting Spirituals, Sonntagsschullieder, Lieder aus dem YMCA-Liederbuch oder neue Kompositionen von Komponisten aus den Nordstaaten. 1874 veröffentlichte Philip P. Bliss unter dem Titel Gospel Songs seine fünfte Liedersammlung.
Das Erweckungslied (Evangeliumslied) ist abzugrenzen vom allgemeiner gefassten Begriff Gospel, der im Englischen bereits im 17. Jahrhundert für Kirchenlieder gebraucht wurde.

## Geschichte

### Entstehung
In der zweiten Hälfte des 19. Jahrhunderts kam es im städtischen Norden der USA verstärkt zu geistlichen Aufbrüchen. Wichtige Träger dabei waren sogenannte Camp Meetings, konfessionsübergreifende Gebetsveranstaltungen und Evangelisationskampagnen (Crusades). Besonders die extrem gewachsenen Städte New York City, Boston und Chicago waren Brennpunkte dieser religiösen Bewegung, die durch ein Proletariat von Fabrikarbeitern getragen wurde. Dieses Umfeld verlangte nach leicht lernbaren neuen Kirchenliedern mit einfachen und mitreißenden Melodien, in denen die evangelistische Aussage attraktiv und unkompliziert vermittelt wurde. Auf Revivals wurden zunächst häufig Kirchenlieder im Stil des Sunday School Songs gesungen. Neue Lieder für Revivals nahmen allerdings bald verschiedene geistliche und weltliche Einflüsse auf, unter denen sich der Stil des Sunday School Songs der 1850er/60er Jahre bis in die 1870er/80er Jahre zu einem Typus entwickelte, der im englischen Sprachgebrauch als Gospel Song, Gospel Hymn, White Gospel oder Northern White Gospel bezeichnet wird und im Deutschen als Erweckungslied, Evangeliumslied und Heilslied bekannt ist.

### Wurzeln
Die frühesten Einflüsse des Gospel Songs stammen aus dem Camp Meeting Song und der amerikanischen Volksmusik vor allem der irisch- oder schottischstämmigen Bewohner der Appalachen. Auch die Shape-Note-Tradition des mittleren 19. Jahrhunderts hat den Gospel Song beeinflusst.
Die zentralen Einflüsse des Gospel Songs stammen allerdings aus der populären weltlichen Musik des mittleren bis späten 19. Jahrhunderts: Parlor Songs von Stephen (Collins) Foster (dem Songwriter von Oh! Susanna) und anderen, der Stil populärer Balladen wie The Battle Hymn of the Republic oder When Johnny Comes Marching Home, Rhythmik und Melodiebildung der Musik der amerikanischen Brass Bands (von Komponisten wie John Philip Sousa, Henry Fillmore oder Karl L. King), die schon in den 1850er Jahren und verstärkt als militärische Marschmusik während des Sezessionskriegs (1861–1865) überall in den Nordstaaten präsent war.
Die Entwicklung vom Sunday School Song zum Gospel Song vollzog sich im Kontext der amerikanischen Romantik, die für die Ästhetik der weltlichen wie der geistlichen Kultur Amerikas im späten 19. Jahrhundert von großer Bedeutung war. Der Tod, stets gegenwärtig durch eine hohe Kindersterblichkeit, durch Epidemien (in Memphis starben 1873 10 % der Einwohner an einer Epidemie) und durch den Sezessionskrieg (1861–1865) mit seinen über 630.000 Opfern, ist in zahlreichen weltlichen Balladen über verlassen sterbende Mädchen, über Schiffsunglücke, über gefallene Soldaten und über frische Gräber auf sonnenbeschienener Heide, über Geister und über das Leben nach dem Tod zentrales Thema. Auch die See, die Heimat und die Mutter stehen im Fokus populärer Lyrik.

## Bekannte Komponisten
Zu den wichtigsten Komponisten des Erweckungslieds zählen:
- der Literaturprofessor und Baptistenprediger Robert Lowry (1826–1899), der über 500 Gospel Songs komponierte, darunter Shall We Gather at the River (1864, Melodie auch gebräuchlich zu Welchen Jubel, welche Freude), One more Day’s Work for Jesus (Text von Anna Bartlett Warner (1820–1915), deutsch von Theodor Kübler als Ein Tagwerk für den Heiland) und Lasst die Herzen immer fröhlich (Text von Johann Abraham Reitz nach einer englischen Vorlage von Fanny Crosby (1820–1915)),
- William H. Doane (1832–1915), Komponist der Melodien Pass me not, O gentle savior (1870, Text von Fanny Crosby, deutsch von C. Ott als Gehe nicht vorbei, o Heiland), Brüder, auf zu dem Werk und Take the Name of Jesus with You (1899, Text von Lydia Baxter (1809–1874), deutsch von Ernst Gebhardt als O, wie süß klingt Jesu Name!),
- Charles C. Converse (1832–1918), Komponist von What a Friend We Have in Jesus (1868, Text von Joseph M. Scriven (1819–1886), deutsch von Ernst Gebhardt als Welch ein Freund ist unser Jesus),
- Philip P. Bliss (1838–1876), Leiter einer Musikinstituts in Chicago, ab 1874 musikalischer Partner des Predigers Daniel Webster Whittle bei Evangelisationsveranstaltungen und Herausgeber der Sammlung Gospel Songs (1874), Komponist und Textdichter von Will You Meet Me at the Fountain (1874, deutsch von Ernst Gebhardt als Treff ich dich wohl bei der Quelle) und At the feet of Jesus (1876, deutsch als Zu des Heilands Füßen), Komponist von Precious Promise (Text von Nathanie Niles, deutsch als Reiches Versprechen) und Oft streust du Samen auf harten Weg,
- William J. Kirkpatrick (1838–1921), Komponist von He Lifted Me (Text von Fanny Crosby, deutsch von Chr. Reuß als Erlöst bin ich, selig in Jesus),
- Ira D. Sankey (1840–1908), zunächst superintendent der Sonntagsschule und Chorleiter, langjährige Zusammenarbeit mit dem herausragenden Evangelisten Dwight L. Moody (1837–1899) als dessen music director (Leiter des Gesangs auf Evangelisationsveranstaltungen), auch auf Evangelisationskampagnen in England; Herausgeber verschiedener Liedersammlungen und Komponist von 1.200 Liedern, darunter Light after Darkness (Text von Frances Ridley Havergal (1836–1879), deutsch von Johanna Meyer als Licht nach dem Dunkel), Fading away like the stars of the Morning (Text von Horatius Bonar, deutsch als Gleich wie die schimmernden Sterne verblassen) und There are lonely Hearts to Cherish (1881, Text von George Cooper, deutsch von Walter Rauschenbusch als Manches Herz will fast ermüden),
- James McGranahan (1840–1907), Komponist von O Word of Words (1876, deutsch von Ernst Heinrich Gebhardt als Ich weiß ein Wort so herrlich),
- George Coles Stebbins (1846–1945), Chorleiter in Chicago und Boston, Komponist von Come with Thy Sins to the Fountain (1885, Text von Fanny Crosby, deutsch von W. Appel als Komm doch zur Quelle des Lebens) und von Wo keine Wolke mehr sich türmt (Text von Walter Rauschenbusch nach einer englischen Vorlage von L. W. Mansfield).

Auch die späten Liedkompositionen von William Batchelder Bradbury (1816–1868) und George Frederick Root (1820–1895) fallen in diese Stilistik.
Die produktivste und bedeutendste Textdichterin des Erweckungsliedes war Fanny (Jane) Crosby, die über 8000 Texte verfasste, die für Gospel Songs Verwendung fanden, neben den bereits genannten z. B. Blessed Assurance, Jesus is Mine (deutsch von Heinrich Rickers als Seliges Wissen, Jesus ist mein, vertont von Phoebe Knapp-Palmer), Safe in the Arms of Jesus (1868, deutsch von Ernst Heinrich Gebhardt als O in den Armen Jesu oder Sicher in Jesu Armen, vertont von William Howard Doane) (1832–1915) und Thou My Everlasting Portion (1874, deutsch von Dora Rappard als Herr, mein Heiland und mein Hirte, vertont von Silas Jones Vail).

## Charakteristik
Typisch für das Erweckungslied der 1870er und 1880er Jahre ist ein allgegenwärtiger punktierter Rhythmus bei meist geradem Takt (Pass me not, O gentle savior) oder alternativ ein aus Dreiergruppen zusammengesetzter Takt mit schwingendem Rhythmus (At the feet of Jesus). Die harmonische Bewegung ist leicht verständlich und basiert fast ausschließlich auf den drei Grundfunktionen der Dur-Tonleiter. Das melodische Material eines Gospel Songs ist meist sehr beschränkt, häufig basierend auf Dreiklängen, Pentatonik und Tonwiederholungen mit gelegentlicher Chromatik. Die einzelnen Zeilen entstehen durch Wiederholung, Sequenzierung oder Umkehrung weniger Motive, häufig als parallele Paare aus Vordersatz mit Modulation und Nachsatz mit Rückmodulation (Fading away like the stars of the Morning). Die meisten Gospel Songs haben einen Refrain, teilweise mit obligaten Begleitstimmen zu Liegetönen in der Melodie (Wo keine Wolke mehr sich türmt).
Das Ziel der Gospel Songs, die evangelistische Botschaft griffig, einprägsam und attraktiv zu vermitteln, findet seinen deutlichen Niederschlag in den Texten: Übliche textliche Inhalte von Gospel Songs sind der Aufruf zur Umkehr oder zur (missionarischen) Arbeit für Jesus Christus oder die Beschreibung unkomplizierter Emotionen wie die Freude, den „Heiland“ gefunden zu haben, oder die Geborgenheit in ihm. Komplexe Theologie, differenzierte Emotionen oder besondere poetische Ausarbeitung fehlen.
Die Gospel Songs erreichten eine hohe Beliebtheit auf Erweckungsversammlungen. Sie fanden Eingang in zahlreiche offizielle Gesangbücher. Viele von ihnen wurden in die deutsche Sprache übersetzt und gehören seither auch in Deutschland zum festen Gottesdienstbestandteil vor allem freikirchlicher Gemeinden.

## Einspielungen (Auswahl)
Im Folgenden gelistet sind dem Erweckungslied speziell gewidmete Veröffentlichungen, die jedoch teilweise auch weitere geistliche Kompositionen wie Choräle und deutsche Kirchenlieder enthalten können.
| Jahr | Titel                                                                                           | Interpret | Label                   |
| ---- | ----------------------------------------------------------------------------------------------- | --- | ----------------------- |
| 1975 | Evergreens Die schönsten Evangeliumslieder                                                      | Peter van Woerden | Frohe Botschaft im Lied |
| 1977 | Wenn Friede mit Gott meine Seele durchdringt Große Orchester spielen bekannte Evangeliumslieder | Rick Powell, Otis Skillings, Tom Keene mit Orchestern | Hänssler Music          |
| 1977 | Gordon Schultz spielt Evangeliumsmusik                                                          | Gordon Schultz | Hänssler Music          |
| 197? | Kleinodien unter Evangeliumsliedern                                                             | Wolfhard Bach | Sela                    |
| 197? | Juwelen unter Evangeliumsliedern                                                                | Harry Schmadtke | Sela                    |
| 1983 | Stern, auf den ich schaue Erweckungslieder                                                      | Margret Birkenfeld mit Wetzlarer Studiochor | S&G                     |
| 1985 | Näher, mein Gott, zu dir Glaubenslieder                                                         | Margret Birkenfeld mit Wetzlarer Studiochor | S&G                     |
| 1987 | Welch ein Freund ist unser Jesus Glaubenslieder                                                 | Margret Birkenfeld mit Wetzlarer Studiochor | S&G                     |
| 1988 | Die schönsten Evangeliumslieder 1                                                               | Johannes Nitsch mit seinem Studiochor | Hänssler Music          |
| 1988 | Die schönsten Evangeliumslieder 2                                                               | Johannes Nitsch mit seinem Studiochor | Hänssler Music          |
| 1991 | Die schönsten Evangeliumslieder 3                                                               | Johannes Nitsch mit seinem Studiochor | Hänssler Music          |
| 1991 | Die schönsten Evangeliumslieder 4                                                               | Johannes Nitsch mit seinem Studiochor | Hänssler Music          |
| 1992 | Die schönsten Evangeliumslieder 5                                                               | Johannes Nitsch mit seinem Studiochor | Hänssler Music          |
| 1993 | Die schönsten Evangeliumslieder 6                                                               | Claus Feldmann mit seinem Studiochor | Hänssler Music          |
| 2004 | Näher, mein Gott, zu dir Panflötenbearbeitungen beliebter Evangeliumslieder                     | Andreas Baltaga | Gerth Medien            |
| 2012 | Die 10 Besten – Heilslieder                                                                     | Elsa & Ernst August Eicker; Ulrich Brück; Wilfried Mann; Renate Lüsse; Wilfried Reuter; Peter van Woerden; Radiochor der Bibelschule Beatenberg; Jugend-für-Christus-Chor; Jugendsingkreis Derschlag; Männerchor Derschlag | Gerth Medien            |